# Енциклопедія водного господарства, природокористування, природовідтворення, сталого розвитку
Енциклопедія водного господарства, природокористування, природовідтворення, сталого розвитку — однотомне енциклопедичне довідкове видання, в якому на основі узагальнення світового та національного досвіду наведено інформацію про теоретичні та прикладні аспекти водного господарства, усіх розділів екології, природокористування, сталого розвитку і суміжних галузей науки, зокрема — екологічної безпеки, основ моніторингу, безпеки життєдіяльності людини.
В Енциклопедії приведено 5448 термінів (статей) та понять. Статті розміщено за схемою: назва терміну українською мовою (іноді – наводяться його синоніми), через тире – назва терміну російською, англійською та німецькою мовами. Для деяких іншомовних термінів наведено етимологію латинськими літерами. Також наведено коротке визначення поняття – дефініція і короткий виклад суті питання. В окремих випадках подається розгорнуте пояснення, табличні матеріали та ілюстрації.
Енциклопедію рекомендовано до видання вченими радами Інституту енциклопедичних досліджень НАН України, Інституту законодавства ВРУ та Українського науково-дослідного інституту водогосподарсько-екологічних проблем.
Значну кількість термінів вперше вміщено у вітчизняному енциклопедичному виданні, що має важливе значення для усталення української наукової термінології.